# Liadi Al-Hassan
Liadi Al-Hassan est un boxeur ghanéen né le 2 octobre 1963.

## Carrière
Liadi Al-Hassan est médaillé d'argent dans la catégorie des poids super-lourds aux Jeux du Commonwealth d'Auckland en 1990, s'inclinant en finale contre le Néo-Zélandais Michael Kenny, puis aux Jeux africains du Caire en 1991, s'inclinant en finale contre le Nigérian Richard Igbineghu.
Aux Jeux olympiques d'été de 1992 à Barcelone, il déclare forfait alors qu'il doit affronter au deuxième tour dans la catégorie des poids super-lourds celui qui l'a battu au Caire en 1991, Richard Igbineghu.
Il est médaillé d'argent dans la catégorie des poids super-lourds aux Jeux africains de Harare en 1995, s'inclinant en finale contre le Nigérian Duncan Dokiwari.